# Wesley Sena
Wesley Alexandre Sena da Silva, plus connu sous le nom de Wesley Sena, né le 2 mai 1996, à Campinas, au Brésil, est un joueur brésilien de basket-ball. Il évolue au poste de pivot.

## Palmarès
- Liga Sudamericana 2014
- FIBA Americas League 2015